# Малый карликовый кашалот
Малый карликовый кашалот, или кашалот-малютка (лат. Kogia sima), — морское млекопитающее парвотряда зубатых китов, один из двух видов семейства карликовых кашалотов (Kogiidae). До 1966 года считался подвидом карликового кашалота.

## Общее описание
Масса кашалота-малютки всего 270 кг при длине тела не более 2,5—2,7 м. Тело коренастое, сужается к хвосту, по форме напоминает тело дельфина или морской свиньи. Спинной плавник высокий (40 см), серповидный, с широким основанием и заострённой вершиной; расположен близ центра спины. Грудные плавники очень короткие. Хвостовые лопасти широкие, с вогнутым краем и небольшой выемкой посередине. Окраска спины синевато- или тёмно-серая с желтоватыми прожилками; брюхо бледнее, иногда с розоватым оттенком. За глазами «ложные жабры», полулунные полосы белой или серой кожи. Морда чуть заострена; дыхало немного смещено влево. Длина головы составляет 1/6 часть тела. На лбу находится характерный для кашалотов жировой мешок со спермацетом. Число нижних зубов 8—11 (редко 13) пар; верхних — 1—3 пары. Зубы длинные, изогнутые и очень острые.
От родственного карликового кашалота отличается меньшими размерами и высоким спинным плавником.

## Образ жизни
Ареал в значительной степени совпадает с ареалом карликового кашалота, охватывая тёплые шельфовые воды Мирового океана. Выброшенных на берег и попавших в рыболовные сети кашалотов наблюдали: в Атлантике — от Виргинии (США) до Риу Гранди ду Сул (Бразилия) и от Франции и Испании до Южной Африки; в Индийском океане — в Южной Австралии и вдоль побережья от Южной Африки и Омана до Индонезии; в Тихом океане — от Японии и Марианских островов до Новой Зеландии и от острова Ванкувер до Вальпараисо (Чили). Существует предположение, что атлантическая и тихоокеанская популяции относятся к разным видам. Точная численность вида неизвестна. Наиболее многочисленен у южной оконечности Африки и в Калифорнийском заливе.
Биология изучена слабо. Питается головоногими моллюсками, рыбой и ракообразными, ныряя на большие глубины. Поведением сходен с карликовым кашалотом. Держится вдалеке от берега, хотя и ближе, чем карликовый кашалот. В море скрытен и малозаметен, всплывает и ныряет без сильного всплеска; фонтан низкий, незаметный. Плавает медленно. Вынырнув, часто неподвижно лежит на поверхности. При опасности, подобно карликовому кашалоту, выпускает облако красноватой жидкости, видимо, фекалий. Миграций, очевидно, не совершает. Встречается группами до 5—10 голов. Размножается, видимо, в летние месяцы. Беременность продолжается до 9 месяцев. Детёныш один.
Большого хозяйственного значения не имеет. Вылавливается чаще, чем карликовый кашалот (Япония, Индонезия).